# Hermann Hipp
Hermann Hipp (* 1944) ist ein deutscher Kunsthistoriker.
Hermann Hipp studierte an den Universitäten Tübingen und Wien Kunstgeschichte, Archäologie sowie Vor- und Frühgeschichte. 1974 wurde er mit Studien zur ‚Nachgotik‘ des 16. und 17. Jahrhunderts promoviert. Von 1974 bis 1984 war Hipp wissenschaftlicher Mitarbeiter des Denkmalschutzamtes der Freien und Hansestadt Hamburg. Von 1984 bis 2010 lehrte er als Professor für Kunstgeschichte an der Universität Hamburg. Seine Forschungsschwerpunkte sind die regionale Kunstgeschichte, bezogen auf Hamburg, Norddeutschland und Nordeuropa sowie die Geschichte von Architektur und Städtebau der Frühen Neuzeit. 1996 wurde ihm der Max-Brauer-Preis verliehen.

## Schriften
- zusammen mit Mirjana Markovic: Baukultur und Stadtgestaltung (= Schriftenreihe des Bundes Deutscher Architekten Hamburg. H. 7). Reim, Hamburg 1992, ISBN 3-87950-121-1.
- Freie und Hansestadt Hamburg. Geschichte, Kultur und Stadtbaukunst an Elbe und Alster. DuMont, Köln 1989, ISBN 3-7701-1590-2 (Mehrere Ausgaben).
- Wohnstadt Hamburg. Mietshäuser zwischen Inflation und Weltwirtschaftskrise (= Hamburg-Inventar. Themen-Reihe. 1). Christians, Hamburg 1982, ISBN 3-7672-0770-2.
- Studien zur „Nachgotik“ des 16. und 17. Jahrhunderts in Deutschland, Böhmen, Österreich und der Schweiz. 3 Bände (Bd. 1: Text. Bd. 2: Anhang. Bd. 3: Abbildungen.). s. n., s. l. 1979 (Tübingen, Universität, Dissertation, 1979). (Digitalisat Bd. 1)